# Ареян, Камо Аракелович
Камо Аракелович Ареян (арм. Կամո Առաքելի Արեյան, 20 ноября 1957, с. Неркин Сасунашен, Талинский район, Армянская ССР, СССР) — армянский государственный деятель.

## Биография
- 1974—1979 — Ереванский институт народного хозяйства. Экономист. Награждён медалью «Анании Ширакаци» (2007).
- 1979—1980 — работал экономистом в институте экономики НАН Армянской ССР.
- 1980—1982 — служил в советской армии.
- 1982—1995 — научный работник в институте экономики НАН Армянской ССР.
- 1995—1997 — был депутатом парламента. Член постоянной комиссии по обороне, национальной безопасности и внутренним делам. Беспартийный.
- 1997—2001 — был вице-мэром Еревана. С февраля по май 1998 — исполнял обязанности мэра Еревана.
- 2001—2002 — заместитель министра территориального управления Армении.
- 2002—2003 — заместитель министра территориального управления и координации производственных инфраструктур Армении.
- С 14 июля 2003 по 19 октября 2018 — первый вице-мэр Еревана[1][2].
- С 9 июля по 10 октября 2018 года временно исполнял обязанности мэра Еревана[3].

## Обвинения в нарушениях на посту вице-мэра
В ноябре 2018 года партия «Еркир Цирани» заявила, что в 2017 году Тарон Маркарян и в то время его заместитель Камо Ареян вынесли незаконное решение согласно которому компаниям «Спайка» и «Армсанпродакт» были подарены земли стоимостью в $50 млн.